# Joshua Bolten
Joshua Brewster Bolten (16 agosto 1954) è un politico statunitense.
È stato il Capo di gabinetto della Casa Bianca con il presidente George W. Bush dal 14 aprile 2006 a 20 gennaio 2009.

## Biografia
Figlio di Seymour Bolten, un dipendente del CIA e Analouise Bolten, che ha insegnato storia universale alla George Washington University, Joshua B. Bolten si è laureato alla St. Albans School, alla Woodrow Wilson School di Università di Princeton (1976) e alla Law School dell'Università di Stanford (1980). Nel 1993 ha insegnato commercio internazionale alla Yale Law School.
È stato per 3 anni Procuratore generale dell'Ufficio del Commercio degli Stati Uniti, e per un anno assistente di George H. W. Bush agli affari legislativi .
Nel 1994 e 1999, è stato direttore esecutivo degli affari giuridici di Goldman Sachs a Londra.
Bolten è stato direttore delle politiche per il candidato repubblicano George W. Bush durante la campagna presidenziale del 2000, vice direttore dell'Ufficio della Casa Bianca dal 2001 al 2003 e direttore dell'Ufficio di Gestione e Bilancio (OMB).
Nel 2006, succedendo ad Andrew Card come capo dello staff della Casa Bianca è diventata la seconda persona di fede ebraica a ricoprire questo incarico. Rahm Emanuel, pure di origine ebraica, gli succedette nella carica.

## Vita personale
Joshua Bolten suona la chitarra (Basso elettrico) in una banda chiamata The Compassionates e ama guidare la sua Harley Davidson Fatboy, con cui era solito arrivare al mattino alla Casa Bianca.